# 東中学校前仮乗降場
東中学校前仮乗降場（ひがしちゅうがっこうまえかりじょうこうじょう）は、新潟県新発田市五十公野（いじみの）にあった、日本国有鉄道赤谷線の仮乗降場（廃駅）。赤谷線廃止に伴い1984年（昭和59年）4月1日に廃止された。

## 歴史
- 1973年（昭和48年）4月1日：局設定の仮乗降場として開業[1][2]。
- 1984年（昭和59年）4月1日：廃止[1]。

## 駅構造
新発田市内、赤谷線沿線の4中学校を統合し、新たに東中学校を設立した。その通学の便を図るために開設された仮乗降場である。
単式ホーム1面1線を有し、プレハブの待合室があった。新発田起点2.9 km（実キロ。営業キロは未設定）。

## 駅周辺
- 五十公野集落（集落の中心地は当駅が近かった）
- 新発田市立五十公野小学校
- 新発田市立東中学校
- 旧県知事公舎記念館
- 五十公野御茶屋

## 隣の駅
日本国有鉄道
赤谷線
新発田駅 - 東中学校仮乗降場 - 五十公野駅